# Asahel Bush
Ashael Bush (Westfield, 4 giugno 1824 – Salem, 23 dicembre 1913) è stato un editore e imprenditore statunitense.
Come editore del quotidiano Oregon Statesman, trasferì il giornale a Salem quando la capitale territoriale si trasferì in quella città. Nato nel Massachusetts, Bush è diventato il primo stampatore ufficiale per lo stato dell'Oregon e la sua tenuta è ora un parco cittadino.

## Primi anni di vita
Asahel Bush è nato a Westfield, nel Massachusetts, il 4 giugno 1824. I suoi genitori, Asahel Bush, Sr. e Sally Noble Bush, erano di origine inglese.  Il giovane Asahel frequentò la scuola pubblica e successivamente la Westfield Academy, poi all'età di 17 anni si trasferì a Saratoga Springs, New York, dove divenne apprendista tipografo.  Bush in seguito ha lavorato per un giornale prima di studiare legge.  Superò il bar nel 1850 in Massachusetts, ma presto partì per il Territorio dell'Oregon dalla nave a vapore Panama, prendendo la rotta Istmo di Panama.

## Oregon
Bush arrivò in Oregon alla fine del 1850 a Portland e si stabilì nella città di Oregon. Una volta arrivata la sua macchina da stampa, iniziò il giornale Oregon Statesman nel marzo 1851. Nel 1853, la capitale fu trasferita a Salem e Bush trasferì anche lì il giornale, dove sarebbe poi diventato il Salem Statesman Journal .  A quel tempo i giornali erano strumenti partigiani usati per promuovere partiti politici. L'uso del suo documento da parte di Bush gli ha dato il soprannome di "Bushy Bush" e spesso ha risparmiato con il quotidiano del partito rivale The Oregonian a cura di Thomas J. Dryer.  Sebbene abbia difeso la schiavitù, ha sostenuto l'Unione durante la guerra civile americana.  Nel 1859, Bush divenne il primo stampatore ufficiale per lo stato dell'Oregon.  Lasciò l'attività del giornale nel 1863 quando lo vendette.
Nel 1867 Bush insieme a William S. Ladd fondarono la Ladd, un'istituzione finanziaria, e la Bush Bank a Salem. Dieci anni dopo Bush avrebbe acquistato la Ladd e sarebbe diventato l'unico proprietario dell'istituzione finanziaria.  Rimase attivo in politica e fu membro del comitato centrale del Partito Democratico statale, incluso il tempo come presidente, e nel 1892 fu delegato alla Convenzione Nazionale Democratica.

## Più tardi vita e famiglia
Nel 1854, Asahel Bush sposò Eugenia Zieber di Salem, con la quale avrebbe avuto quattro figli Sally, Eugenia, Estelle e Asahel III che sarebbero stati conosciuti come AN Bush. Eugenia era la figlia di uno dei suoi impiegati di stampatore e sarebbe morta all'età di 30 anni nel 1863.  Bush è stato amministratore fiduciario della Willamette University e reggente presso l'Università dell'Oregon . Asahel Bush II morì il 23 dicembre 1913 all'età di 89 anni a Salem e fu sepolto nel cimitero di Salem Pioneer. Il suo patrimonio è ora conservato come Bush's Pasture Park e la sua casa, Asahel Bush House, è nel registro nazionale dei luoghi storici.